# Новоолександрівська сільська рада (Долинський район)
| Новоолександрівська сільська рада — орган місцевого самоврядування у Долинському районі Кіровоградської області з адміністративним центром у с. Новоолександрівка. Сільській раді підпорядковані населені пункти: - с. Новоолександрівка - с. Федоро-Шулічине |

## Склад ради
Рада складається з 14 депутатів та голови.

### Керівний склад ради
| ПІБ                       | Основні відомості                                                         | Дата обрання | Дата звільнення |
| ------------------------- | ------------------------------------------------------------------------- | ------------ | --------------- |
| Курищенко Тетяна Іванівна | Сільський голова, 1963 року народження, освіта, позапартійна              | 26.03.2006   | 31.10.2010      |
| Куріщенко Тетяна Іванівна | Сільський голова, 1963 року народження, освіта вища, член Партії регіонів | 31.10.2010   |                 |

Примітка: таблиця складена за даними джерела

## Населення
Згідно з переписом УРСР 1989 року чисельність наявного населення села становила 668 осіб, з яких 296 чоловіків та 372 жінки.
За переписом населення України 2001 року в селі мешкало 614 осіб.

### Мова
Розподіл населення за рідною мовою за даними перепису 2001 року:
| Мова       | Відсоток |
| ---------- | -------- |
| українська | 95,77 %  |
| російська  | 2,60 %   |
| молдовська | 1,46 %   |
| білоруська | 0,16 %   |